# Jan Pospíšil
 (septembre 2018).
Si vous disposez d'ouvrages ou d'articles de référence ou si vous connaissez des sites web de qualité traitant du thème abordé ici, merci de compléter l'article en donnant les références utiles à sa vérifiabilité et en les liant à la section « Notes et références ».
Jan Pospíšil, né le 25 avril 1945 à Brno en Tchécoslovaquie, est joueur de cycle-ball tchécoslovaque. Il est le joueur le plus titré de l'histoire du cycle-ball. Avec son frère Jindřich Pospíšil, ils ont remporté 20 victoires entre 1965 et 1988 aux championnats du monde.